# Ssaki Borów Niemodlińskich
Ssaki Borów Niemodlińskich – obszar Borów Niemodlińskich zamieszkany jest przez typowy dla Niżu Śląskiego zespół zwierzęcy. Na terenie Obszaru Chronionego Krajobrazu Borów Niemodlińskich stwierdzono występowanie co najmniej 25 gatunków ssaków podlegających ochronie. W faunie tej grupy zwraca uwagę silna reprezentacja nietoperzy obserwowanych na Obszarze Chronionego Krajobrazu Borów Niemodlińskich. Zarejestrowano tu 11 ich gatunków – na ogólną liczbę 25 gatunków stwierdzonych dotąd w Polsce. Wszystkie niemal nietoperze Borów Niemodlińskich to gatunki związane z ekosystemami lasów i wód, są pośród nich gatunki uznawane za rzadkie i wymierające w Polsce: nocek Bechsteina oraz nocek łydkowłosy.
Rząd: Owadożerne – stanowiska na terenie Obszaru Chronionego Krajobrazu Borów Niemodlińskich
- Jeż zachodni

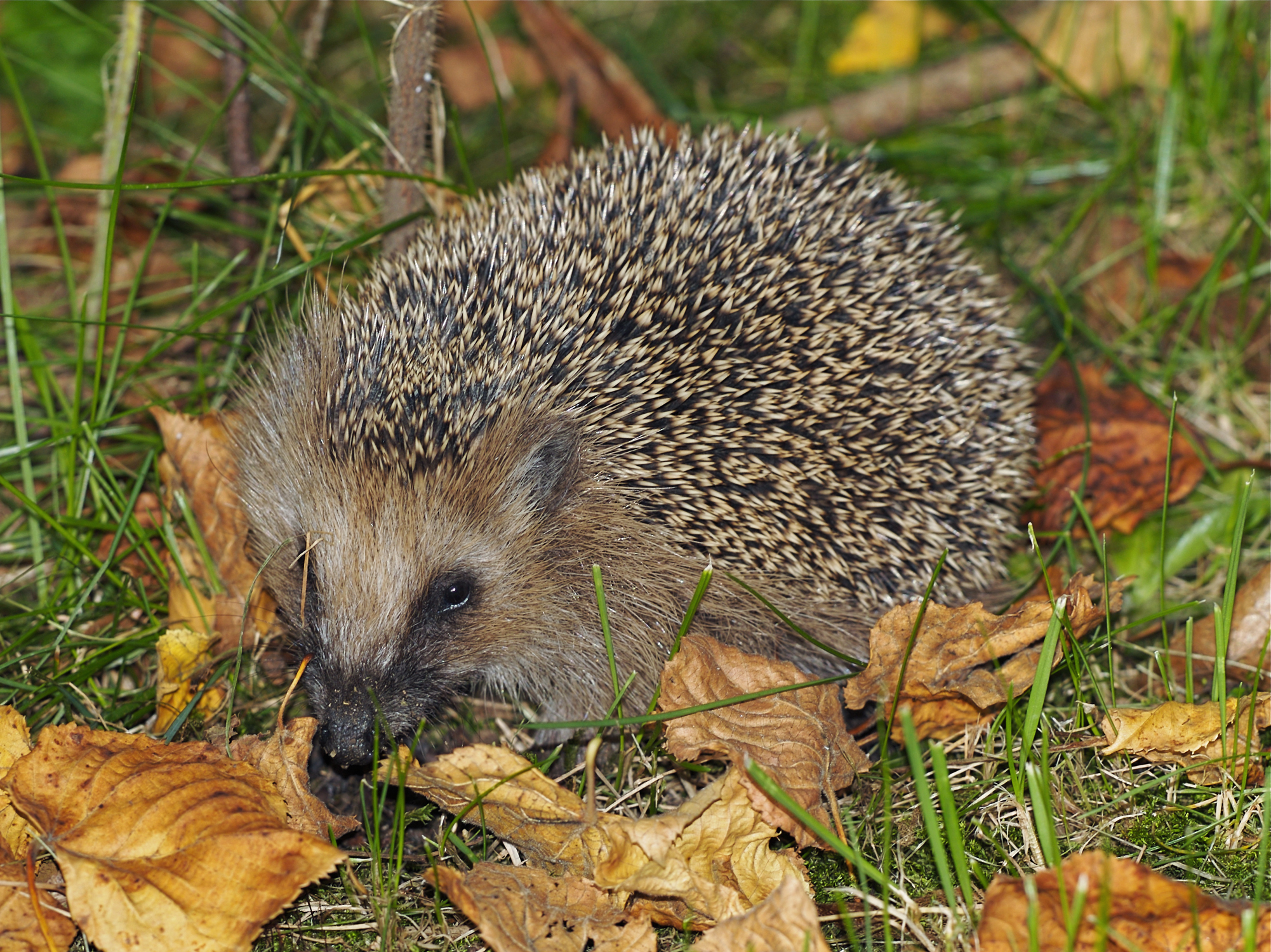
Jeż zachodni

  - na terenie całego Obszaru Chronionego Krajobrazu Borów Niemodlińskich
- Jeż wschodni
  - na terenie całego Obszaru Chronionego Krajobrazu Borów Niemodlińskich
- Ryjówka aksamitna
  - na terenie całego Obszaru Chronionego Krajobrazu Borów Niemodlińskich
- Ryjówka malutka
  - na terenie całego Obszaru Chronionego Krajobrazu Borów Niemodlińskich
- Rzęsorek rzeczek
  - na terenie całego Obszaru Chronionego Krajobrazu Borów Niemodlińskich

Rząd: Nietoperze – stanowiska na terenie Obszaru Chronionego Krajobrazu Borów  Niemodlińskich
- Nocek Bechsteina (NT)

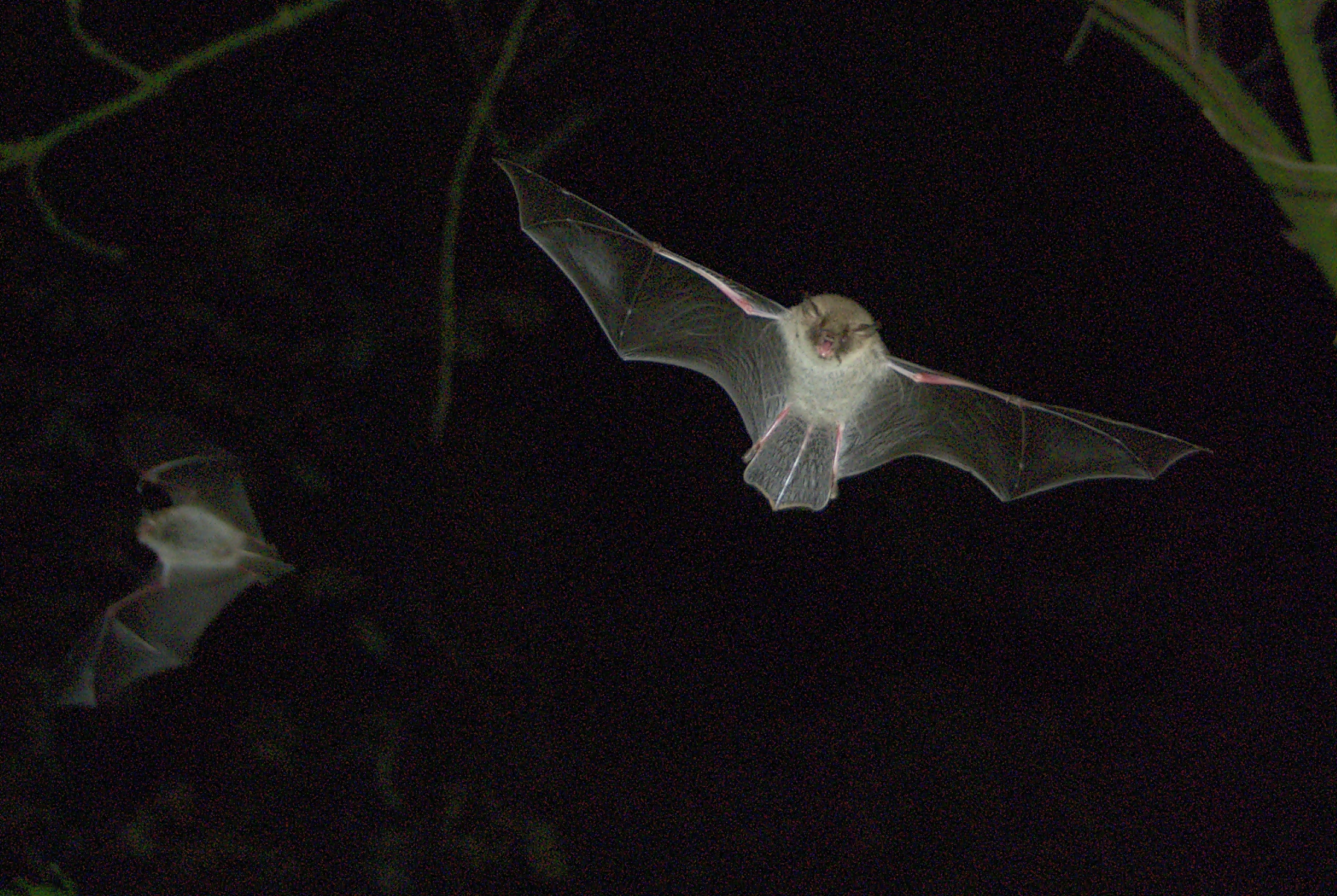
Nocek Natterera

  - rejestrowany na terenie leśnictwa Goszczowice (gm. Tułowice)

- Nocek Natterera
  - Ligota Tułowicka (gm. Tułowice).
  - rejestrowany na terenie leśnictwa Tułowice (gm. Tułowice)
- Nocek duży
  - Ligota Tułowicka (gm. Tułowice).
- Nocek wąsatek
  - Ligota Tułowicka (gm. Tułowice).
  - park przy Technikum Leśnym (gm. Tułowice).
  - staw „Hutnik”, (gm. Tułowice).
  - rejestrowany na terenie leśnictwa Tułowice (gm. Tułowice)
- Nocek łydkowłosy (EN)
  - staw „Ławnik” (gm. Tułowice)
  - staw „Hutnik”, (gm. Tułowice).
  - Ligota Tułowicka (gm. Tułowice).
  - dolina Ścinawy Niemodlińskiej.

- Mroczek późny
  - Ligota Tułowicka (gm. Tułowice).

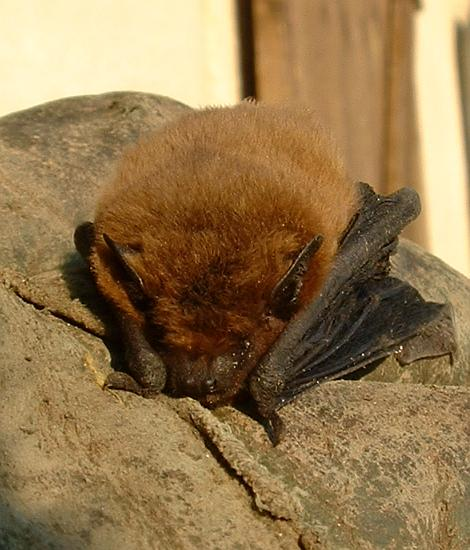
Karlik malutki

  - teren Technikum Leśnego (gm. Tułowice).
- Karlik większy

– na Obszarze Chronionego Krajobrazu Borów Niemodlińskich  rejestrowany w rejonie Tułowic, (gm. Tułowice)
- Karlik malutki
  - kolonia rozrodcza zarejestrowa w rejonie Tułowic, (gm. Tułowice)
- Borowiec wielki
  - park przy Technikum Leśnym (gm. Tułowice).
  - rejestrowany na terenie leśnictwa Goszczowice (gm. Tułowice)
  - rejestrowany na terenie leśnictwa Św. Hubert (gm. Tułowice)
  - rejestrowany na terenie leśnictwa Tułowice (gm. Tułowice)
- Gacek brunatny

– gatunek synantropijny występujący na całym Obszarze Chronionego Krajobrazu Borów Niemodlińskich
- Mopek zachodni

– stwierdzany na wielu stanowiskach na całym Obszarze Chronionego Krajobrazu Borów Niemodlińskich
Rząd: Gryzonie – stanowiska na terenie Obszaru Chronionego Krajobrazu Borów Niemodlińskich
- Bóbr europejski

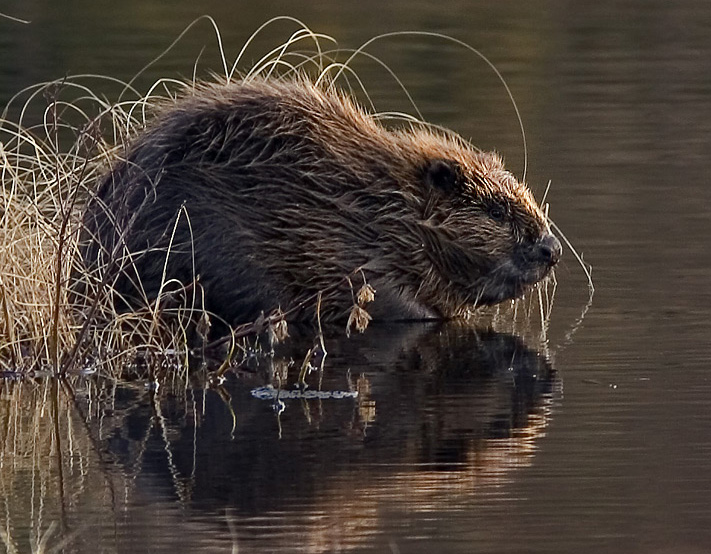
Bóbr europejski

  - obserwowane są pojedyncze osobniki migrujące wzdłuż Ścinawy Niemodlińskiej i Nysy Kłodzkiej.
- Piżmak
  - do niedawna powszechny w sprzyjających mu biotopach (stawy hodowalne) Obszaru Chronionego Krajobrazu Borów Niemodlińskich, obecnie mniej liczny.

Rząd: Drapieżne – stanowiska na terenie Obszaru Chronionego Krajobrazu Borów Niemodlińskich
- Wydra europejska
  - pojedyncze osobniki w dolinach Ścinawy Niemodlińskiej i Nysy Kłodzkiej, a także nad stawami hodowlanymi w gm. Tułowice i Niemodlin a także gm. Prószków.
- Gronostaj
  - na terenie Obszaru Chronionego Krajobrazu Borów Niemodlińskich obserwowane są pojedyncze osobniki
- Łasica
  - na terenie Obszaru Chronionego Krajobrazu Borów Niemodlińskich obserwowane są pojedyncze osobniki

- Lis
  - na terenie Obszaru Chronionego Krajobrazu Borów Niemodlińskich występuje powszechnie
- Jenot
  - na terenie Obszaru Chronionego Krajobrazu Borów Niemodlińskich stwierdzany w rozproszeniu.
- Norka amerykańska
  - zasiedla przede wszystkim stawy hodowlane w gm. Tułowice i Niemodlin
- Borsuk
  - na terenie Obszaru Chronionego Krajobrazu Borów Niemodlińskich notowany pojedynczo i w dużym rozproszeniu
- Kuna leśna
  - na terenie Obszaru Chronionego Krajobrazu Borów Niemodlińskich gatunek notowany wszędzie gdzie znajduje odpowiednie dla siebie środowiska.
- Kuna domowa
  - na terenie Obszaru Chronionego Krajobrazu Borów Niemodlińskich gatunek nieliczny. notowany w sąsiedztwie siedzib ludzkich.
- Tchórz zwyczajny
  - na terenie Obszaru Chronionego Krajobrazu Borów Niemodlińskich występuje najczęściej w pobliżu siedzib ludzkich. Notowany wszędzie gdzie znajduje odpowiednie środowiska i dostateczną bazę żerową.

Rząd: Parzystokopytne – stanowiska na terenie Obszaru Chronionego Krajobrazu Borów Niemodlińskich
- Jeleń szlachetny

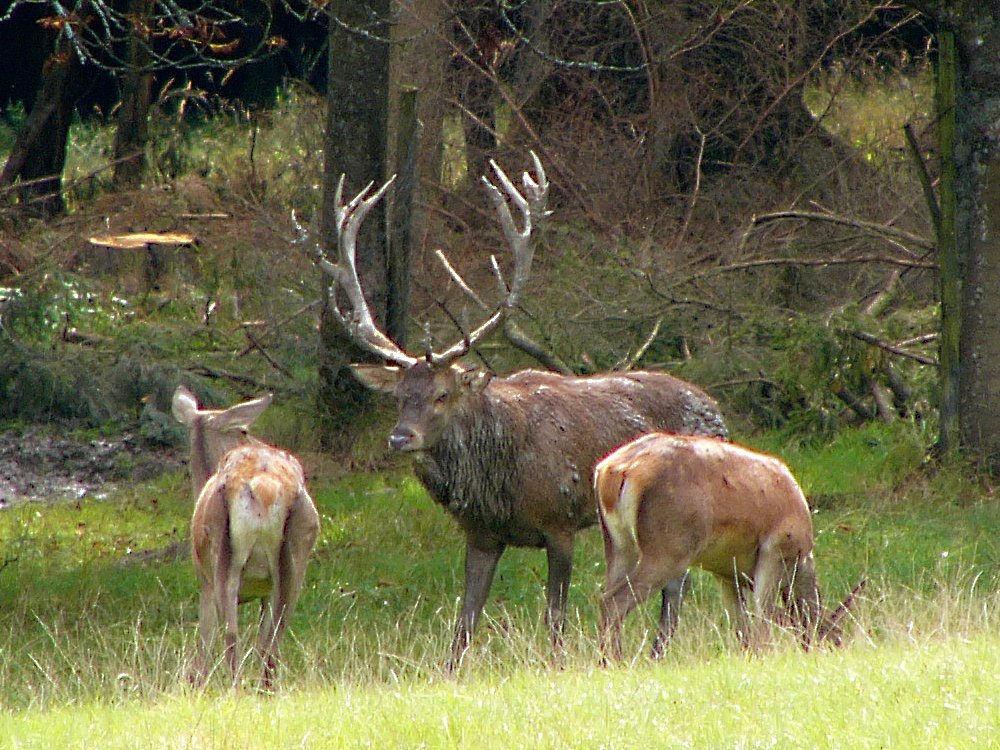
Jeleń szlachetny

  - gatunek powszechnie spotykany na terenie Obszaru Chronionego Krajobrazu Borów Niemodlińskich
- Sarna
  - gatunek powszechnie notowany w Obszaru Chronionego Krajobrazu Borów Niemodlińskich
- Łoś
  - na terenie Obszaru Chronionego Krajobrazu Borów Niemodlińskich nie ma stałej populacji tego gatunku, choć notowane są osobniki przechodnie.
- Dzik
  - gatunek pospolity w lasach Obszaru Chronionego Krajobrazu Borów Niemodlińskich

Rząd: Zajęczaki – stanowiska na terenie Obszaru Chronionego Krajobrazu Borów Niemodlińskich
- Zając szarak

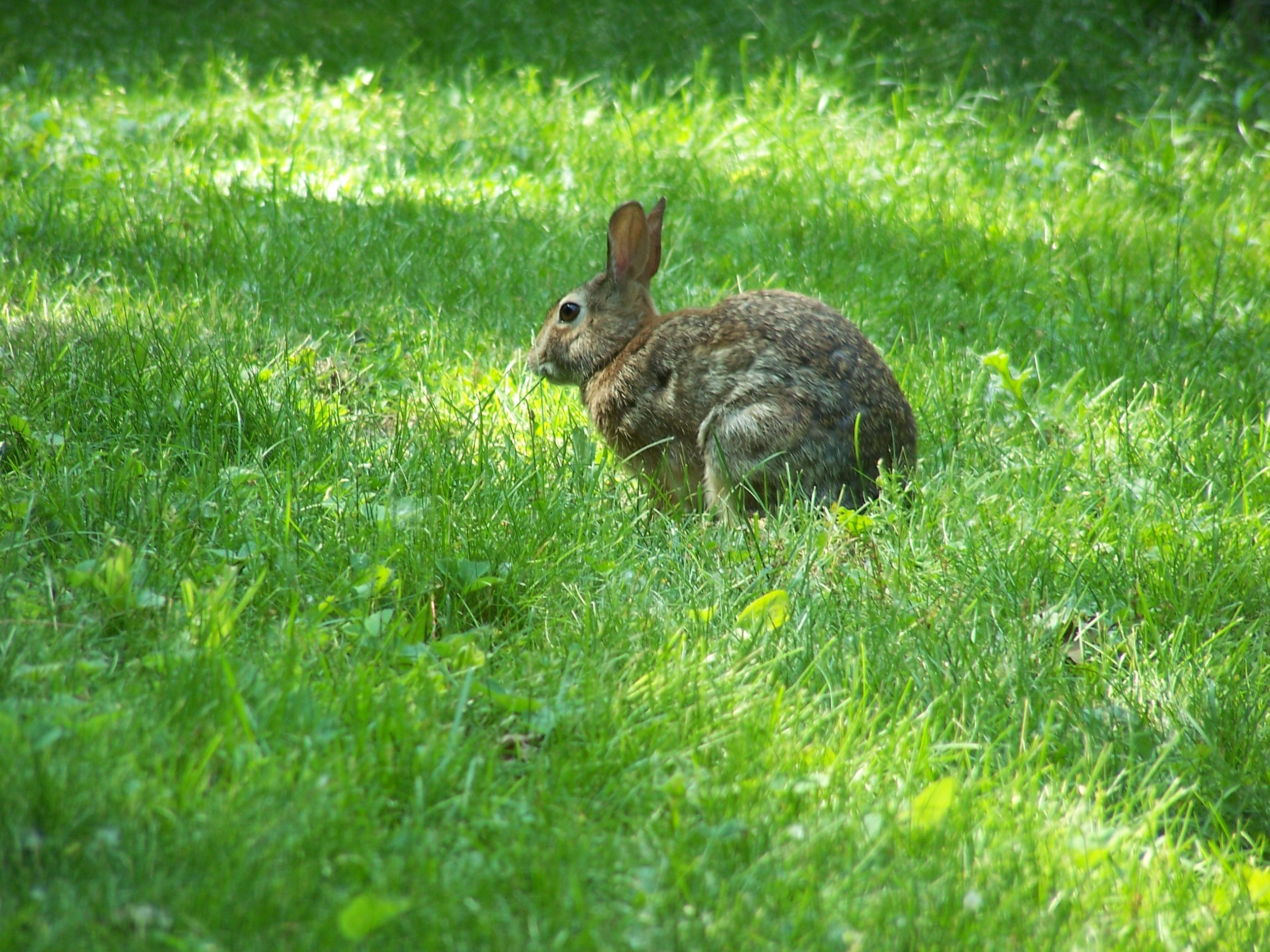
Królik europejski

– Występuje pospolicie na terenie całego Obszaru Chronionego Krajobrazu Borów Niemodlińskich, jednakże  od szeregu lat obserwowane jest załamanie się jego liczebności.
- Królik europejski
  - na terenie Obszaru Chronionego Krajobrazu Borów Niemodlińskich spotykany sporadycznie, najczęściej w krajobrazie rolniczym.

Kategorie zagrożeń według list krajowych lub regionalnych:
- EXP – gatunek wymarły lub prawdopodobnie wymarły w Polsce
- CR – gatunek krytycznie zagrożony w Polsce
- EN – gatunek  bardzo wysokiego ryzyka
- VU – gatunek wysokiego ryzyka
- NT – gatunek niższego ryzyka